# Wolfgang Bauer

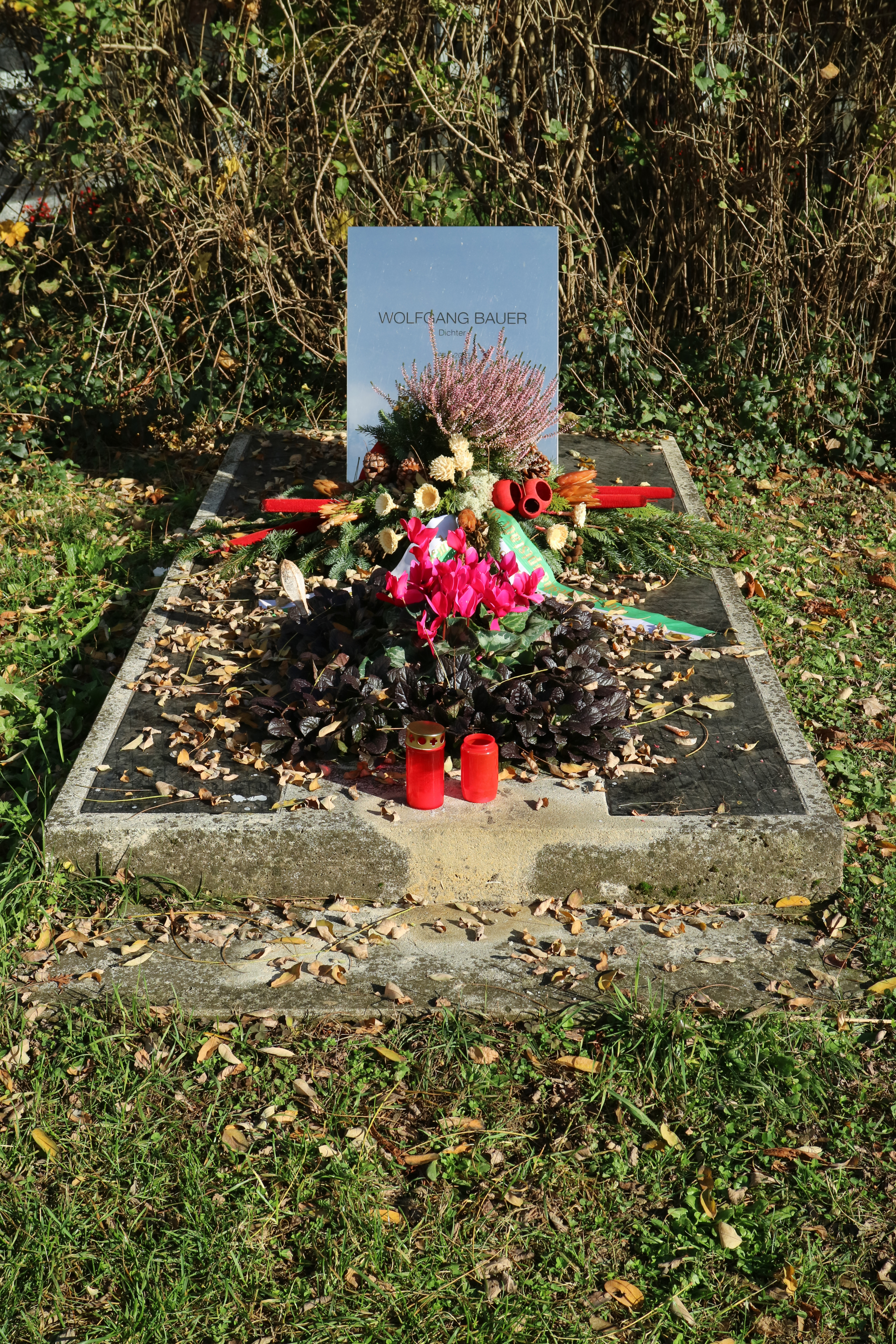
Sírja a grazi központi temetőben

Wolfgang Bauer (Graz, 1941. március 18. – Graz, 2005. augusztus 26.) osztrák író, leginkább drámái tették ismertté. Ausztriában enfant terrible-nek tartották.

## Életpályája
Első darabja a Magic Afternoon 4 fiatalról szól, akik unalmas estéjüket értelmetlen verekedéssel és kegyetlenkedéssel szakítják félbe. Két újabb drámája, Change (1969) és Gespenster (Kísértetek, 1974) nagy siker volt. Bauer későbbi drámái szürrealista, kísérleti darabok. A közönség nem nagyon értette ezeket, meg is unták. Bauer forgatókönyveket, verseket, esszéket is írt, és egy levélregényt, Der Fieberkopfot.
Erős dohányos volt, és sokat ivott. Számos operáció után, szívrohamban halt meg Grazban, 2005-ben.

## Drámái
Színdarabjait több mint 24 nyelvre lefordították, magyarra is. Főbb művei:
- Der Schweinetransport (A disznószállítmány, 1962)
- Maler und Farbe (Festő és színek, 1962)
- Mikrodramen (Mikrodrámák, 1964)
- Magic Afternoon (1968)
- Party for Six (1969)
- Change (1969)
- Silvester oder das Massaker im Hotel Sacher (Silvester, 1971)
- Katharina Doppelkopf und andere Eisenbahnstücke (Katharina Doppelkopf és további vasutas darabok, 1973)
- Gespenster (Kísértetek, 1974)
- Magnetküsse (1976)
- Memory Hotel (1980)
- Pfnacht (1982)
- Woher kommen wir? Was sind wir? Wohin gehen wir? (Honnan jövünk? Kik vagyunk? Hová megyünk?, 1982)
- Herr Faust spielt Roulette (Faust úr rulettezik, 1987)
- Totu-wa-botu (1992)
- Die Kantine (A kantin, 1993)
- Die Menschenfabrik (Az embergyár, 1996)
- Café Tamagotchi (2001)
- Foyer (2004)

## Magyarul
- A lázfej; ford. Tandori Dezső; inː Ki volt Edgar Allan? Hét új kisregény Ausztriából és az NSZK-ból; Európa, Bp., 1982